# 대도전 (드라마)
《대도전》은 1989년 8월 21일부터 1989년 9월 12일까지 방영된 문화방송 월화 미니시리즈로, 통쾌한 의적 무협행각을 그린 검술 액션물이다.
한편, 이 드라마는 첫 방영일이 1989년 7월 14일이어야 하나 7월 14일에는 8.15 특집 드라마 《테러리스트》가, 15일에는 TV 피처 《독도 수비대》가 각각 방영되면서 1989년 7월 21일에 첫 방영되었다.

## 등장 인물
- 전인택 : 기무룡 역
- 한애경 : 난영 역
- 신우철
- 김용건
- 임문수
- 송경철
- 윤철형
- 장정국
- 이계인
- 박영태
- 김용선
- 신충식
- 김기주
- 김영인
- 이미지
- 현길수
- 이원재
- 이상숙
- 홍순창

| 문화방송 월화 미니시리즈                 | 문화방송 월화 미니시리즈                   | 문화방송 월화 미니시리즈                         |
| 이전 작품                                | 작품명                                     | 다음 작품                                        |
| ---------------------------------------- | ------------------------------------------ | ------------------------------------------------ |
| 제5열 (1989년 7월 17일 ~ 1989년 8월 8일) | 대도전 (1989년 8월 21일 ~ 1989년 9월 12일) | 천사의 선택 (1989년 9월 18일 ~ 1989년 10월 10일) |